# Takafumi Shimizu
Takafumi Shimizu (清水 貴文 Shimizu Takafumi?), född 30 juni 1992 i Gunma prefektur, är en japansk fotbollsspelare.
Shimizu började sin karriär 2015 i Júbilo Iwata. Han spelade 13 ligamatcher för klubben. 2017 flyttade han till Mito HollyHock.